# 毛果大瓣芹
毛果大瓣芹（学名：Semenovia dasycarpa）是伞形科大瓣芹属的植物。分布在俄罗斯以及中国大陆的新疆等地，生长于海拔2,000米至2,300米的地区，多生长于山地草坡或草甸中，目前尚未由人工引种栽培。

## 异名
- Platytaenia dasycarpa (Regel et Schmalh.) Korov.